# Tembenczi (jezioro)
Tembenczi (ros. Тембенчи) – jezioro w Kraju Krasnojarskim w Rosji. Znajduje się na płaskowyżu Putorana. Powierzchnia wynosi 86,8 km², powierzchnia zlewni 4720 km².
Nazwa pochodzi z języka ewenkijskiego i oznacza „miękki, błotnisty”.